# (22582) Patmiller
(22582) Patmiller (1998 HD82) – planetoida z pasa głównego asteroid okrążająca Słońce w ciągu 3,73 lat w średniej odległości 2,4 j.a. Odkryta 21 kwietnia 1998 roku.